# Oporinia addendaria
Oporinia addendaria là một loài bướm đêm trong họ Geometridae.